# Брандт, Абрахам Луис
А́брахам Луи́с Бра́ндт (1717, Нойшталь, Швейцария — 1797, Сарепта-на-Волге, Царицынский уезд) — известный сарептский художник и коммерсант.

## Биография
Родился в 1717 году в городе Нойшталь. По происхождению швейцарец. В юности изучал богословие, готовился стать священником, но из-за полученной травмы колена стал инвалидом и решил заняться живописью. Учился с 1740 года в Париже, впоследствии в Англии.
В 1765 году в качестве помощника астраханского купца добровольно переехал в Россию. Присоединился к колонистам в Поволжье, став одним из основателей немецкой Сарептской колонии. Брандт вёл дневник и отвечал за архив колонии. Расписал сарептскую кирху. Написал множество портретов маслом. Также Абрахам Брандт был гравером и графиком.
Большой урон колонии приносили набеги торгутов и калмыков, часто грабивших поселенцев. Для прекращения нападений Брандт в 1766 году лично отправился с жалобой к хану Торгутского ханства. В последующем был направлен эмиссаром в Москву, где давал уроки живописи. Основал Московское комиссионное торговое представительство.
В 1777 году вернулся в Сарепту, при этом подарил братской общине имущество стоимостью 3000 руб. Преподавал в школах рисование.
Скончался в 1797 году.